# 1938 na rádio

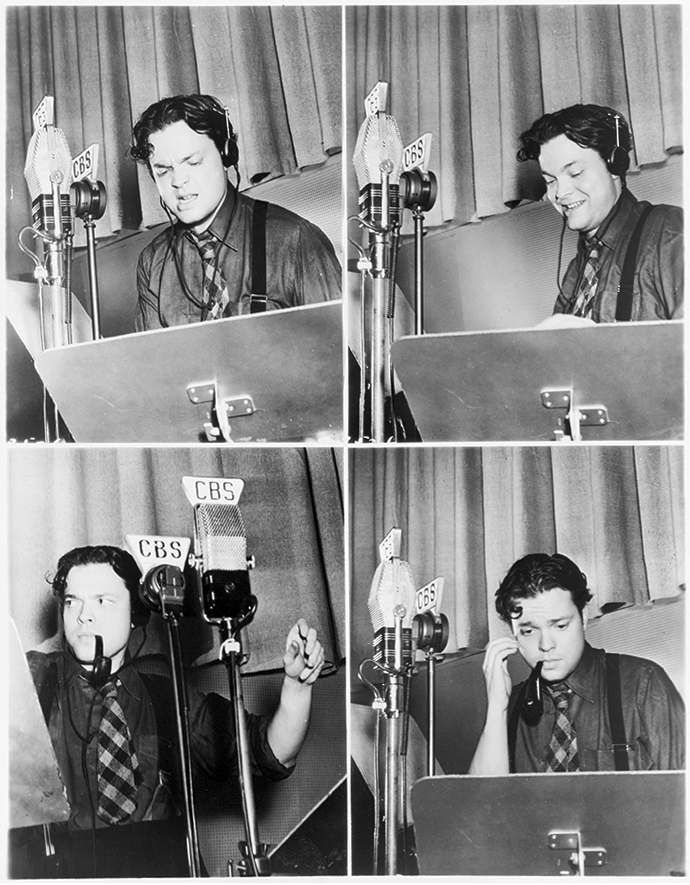
Orson Welles fazendo um broadcast.

Nesta página encontrará referências aos acontecimentos directamente relacionados com a rádio ocorridos durante o ano de 1987.

## Eventos
- 3 de Janeiro - Getúlio Vargas cria o programa oficial de rádio, A Voz do Brasil.
- 30 de Outubro - primeira transmissão da fatídica versão radiofônica produzida por Orson Welles do clássico de ficção científica, A Guerra dos Mundos. Nos EUA.

## Nascimentos
| Data          | Nome              | Profissão  | Nacionalidade | Observações | Ref |
| ------------- | ----------------- | ---------- | ------------- | ----------- | --- |
| 17 de outubro | Adriano Cerqueira | jornalista | Portugal      | m. 2005     |     |

## Mortes
| Data | Nome | Profissão | Nacionalidade | Observações | Ref |
| ---- | ---- | --------- | ------------- | ----------- | --- |